# Simon Wiesenthalbrug
De Simon Wiesenthalbrug (brug 790) is een vaste brug in Amsterdam Nieuw-West.
De brug voor voetgangers en fietsers is gelegd over de Bonhoeffersingel (vernoemd naar Dietrich Bonhoeffer). Zij verzorgt een doorgaande wandel- en fietsroute tussen de Marianellastraat (vernoemd naar Marianella García Villas) in de wijk Middelveldsche Akerpolder en Terpstraat in de wijk De Punt. Voor deze scheiding ontwierp architect N. Wijnmaalen, werkend voor de Dienst der Publieke Werken een serie bruggen.
De brug ging vanaf oplevering naamloos door het leven. Op 13 mei 2020 besloot de gemeente Amsterdam de brug te vernoemen naar Simon Wiesenthal. In de wijk ten zuiden van de brug zijn allerlei straten vernoemd naar mensen die streden tegen discriminatie of anderszins verzet pleegden.
<<< · 700 · 701 · 702 · 703 · 704 · 705 · 706 · 707 · 708 · 709 · 710 · 711 · 712 · 713 · 714 · 715 · 716 · 717 · 718 · 719 · 720 · 721 · 722 · 725 · 726 · 729 · 730-738 · 739 · 740 · 741 · 742 · 743 · 744 · 745 · 746 · 747 · 748 · 749 · 751 · 752 · 753 · 754 · 755 · 756 · 757 · 758 · 759 · 760 · 761 · 762 · 763 · 764 · 765 · 766 · 767 · 768 · 769 · 770 · 771 · 772 · 773 · 775 · 776 · 777 · 778 · 779 · 780 · 781 · 782 · 783 · 784 · 786 · 787 · 788 · 789 · 790 · 791 · 792 · 793 · 794 · 795 · 797 · >>>
Brugnummers  723, 724, 727, 728, 750, 774, 785, 796 (niet gerealiseerde brug over de Slotervaart), 798 en 799 zijn niet vergeven.